# オー!ダーリン
「オー!ダーリン」（Oh! Darling）は、ビートルズの楽曲。1969年に発売された11作目のイギリス盤公式オリジナル・アルバム『アビイ・ロード』に収録された。レノン＝マッカートニー名義となっているが、ポール・マッカートニーによって書かれた楽曲で、制作当初のタイトルは「Oh! Darling (I'll Never Do You No Harm)」だった。イギリスおよびアメリカではシングル・カットされなかったが、キャピトル・レコードの地域子会社によって中央アメリカ限定でシングル盤が発売され、1970年に日本やポルトガルでシングル盤が発売された。

## 背景
1969年1月、ビートルズはゲット・バック・セッションを開始し、アルバム『Get Back』のためのレコーディングやバンドとして最後の公演となったルーフトップ・コンサートを行った。セッション最初期にトゥイッケナム映画撮影所で行われたリハーサルでは、自作曲やかつてのレパートリーが再演された。本作は、バンドの活動初期のスタイルで書かれた楽曲で、ジョージ・ハリスンは「コード進行が最高。いかにも1955年の曲っぽい感じがする」と語っている。ジョン・レノンも「ポールの凄いやつ」と賞賛したうえで、「これは、彼（ポール）よりどっちかといえばぼくのスタイルの曲だ。でも彼が書いたものだし、しかたがないじゃないか。彼が歌うことになったのさ。彼にセンスがあったら、きっとぼくに歌わせたさ」と語っている。
メンバーがスタジオに到着するまでの間、マッカートニーはスタジオのサウンドステージで、ピアノを弾きながら肩慣らしを行っていた。これが未完成の楽曲をふるいにかける良い機会となり、セッション開始から3日目には映画の監督であるマイケル・リンゼイ＝ホッグのために演奏した。1月7日のリハーサル時のキーはBフラットで、セッションの場所をアップル・スタジオを移したときにはAメジャーに変更されていた。
1969年1月27日にアップル・スタジオで本作のリハーサルが行われた。リハーサルにはビリー・プレストンがエレクトリックピアノで参加していたことから、マッカートニーはベースを演奏した。音源が1996年に発売された『ザ・ビートルズ・アンソロジー3』に収録された。リハーサル音源では、マッカートニーとレノンのツイン・ボーカルとなっている。なお、レノンが「I'm free at last（やっと自由だ）」と歌詞を変えて歌っている箇所があるが、これは同時期にオノ・ヨーコの前夫との離婚が成立したことが関係している。

## レコーディング
「オー!ダーリン」のレコーディングは、1969年4月20日にEMIレコーディング・スタジオのスタジオ3で開始され、同日はプロデューサーとしてクリス・トーマスが迎えられた。8トラック・レコーダーのトラック1にハリスンのベース、トラック2にリンゴ・スターのドラム、トラック3にプレストンのオルガン、トラック4にマッカートニーのピアノ、トラック5にレノンのギター、トラック6にマッカートニーのリード・ボーカルが録音された。録音されたテイクのうち、テイク7はジョー・サウスの「孤独の影」を大幅にテンポを上げて演奏したもの。
テイク23の録音後、ハリスンはトーマスに対して「音が外れてるように聞こえないか？」と尋ね、マッカートニーのピアノのコードに乗せる形でベースのスケールを試した。
ボーカル用のバッキング・トラックとしてテイク26が採用された。マッカートニーは、スタジオに一番乗りして1日に1テイクのみボーカルを録音し、納得がいくまで前のテイクを消して録音していた。当時について、マッカートニーは「熱唱型の曲だから、少しでも生ぬるさを感じさせると全てが台無しになってしまう。僕はハンドマイクで歌ったり、スタンドマイクで歌ったり、ありとあらゆる方法を試した。たいていは1日で、全ての歌い方を試してしまう僕としては珍しいことだ」と振り返っている。当時のEMIのエンジニア、アラン・パーソンズによると、この曲のレコーディング中にマッカートニーが「5年前ならこんなのあっという間に出来たのに」と不満を漏らしていたとのこと。これについて、マッカートニーは「ステージで1週間ずっと歌ってきたような感じにしたかった」と説明している。
2019年に発売された『アビイ・ロード (スーパー・デラックス・エディション)』のCD2には、最後の2分間にプレストンのオルガンを加えたテイク4が収録された。

## タイアップ
日本では日産・サニー（B12型）のCMソングとして使用された。

## クレジット
音楽評論家のイアン・マクドナルドは、著書『Revolution in the Head: The Beatles' Records and the Sixties』で、以下のクレジットを掲載した。
- ポール・マッカートニー - リード・ボーカル、バッキング・ボーカル、ベース
- ジョン・レノン - バッキング・ボーカル、ピアノ
- ジョージ・ハリスン - バッキング・ボーカル、エレクトリック・ギター
- リンゴ・スター - ドラム

一方で、2019年に発売された『アビイ・ロード (50周年記念エディション)』に付属のブックレットには、以下のクレジットで掲載されている。
- ポール・マッカートニー - リード・ボーカル、バッキング・ボーカル、ピアノ
- ジョン・レノン - バッキング・ボーカル、ギター
- ジョージ・ハリスン - バッキング・ボーカル、ベース
- リンゴ・スター - ドラム

## カバー・バージョン

### ロビン・ギブによるカバー
1978年にロビン・ギブによるカバー・バージョンが、4作目のソロ・シングルとして発売され、B面にはビージーズ、ジェイ・マッキントッシュ、ジョン・ホイーラーによるカバー曲「シーズ・リーヴィング・ホーム」が収録された。いずれの楽曲も、映画『サージェント・ペパーズ・ロンリー・ハーツ・クラブ・バンド』のサウンドトラックとしてカバーされた。
ギブによるカバー・バージョンは、『ビルボード』誌のHot Adult Contemporary Tracks（1978年10月7日付）で最高位22位を記録した。なお、シングル盤はアメリカで最も売れたギブのシングル作品となった。
| チャート (1978年)                            | 最高位 |
| -------------------------------------------- | ------ |
| ニュージーランド (Recorded Music NZ)         | 40     |
| ノルウェー (VG-lista)                        | 40     |
| US Billboard Hot 100                         | 15     |
| US Hot Adult Contemporary Tracks (Billboard) | 22     |

### その他のアーティストによるカバー
- ジョージ・ベンソン - 1970年に発売されたアルバム『アビイ・ロード』に収録[25]。
- ジミー・マクグリフ&ジュニア・パーカー - 1970年のアルバム『The Dudes Doin' Business』に収録[26]。
- ヒューイ・ルイス - 1995年に発売されたトリビュート・アルバム『Come Together: America Salutes the Beatles』に収録[27]。
- 村上“ポンタ”秀一 - 1998年に発売された『Welcome To My Life』に収録。井上陽水がボーカル、岡沢章がベースで参加。
- B'z - 2008年に『B'z LIVE-GYM Pleasure 2008 -GLORY DAYS-』でカバーし、同名の映像作品にも収録された。なお、本作はB'zの2人が初めてセッションした楽曲の1つである[28][注釈 6]。